# بلوط بیابان
بلوط بیابان (نام علمی: Allocasuarina decaisneana) نام یک گونه از سرده ماده‌بلوط‌ها است.